# Cédric Goubet
Cédric Goubet, né le 12 mai 1971 à Cambrai, haut fonctionnaire français, a été le chef de cabinet du président de la République Nicolas Sarkozy de mai 2007 à août 2010.

## Carrière

### Carrière administrative
Cédric Goubet a été directeur de cabinet de Claude Guéant, alors préfet du Doubs et de la région Franche-Comté de 1998 à 2002, puis directeur de cabinet des préfets du Finistère Jean-Marie Rebière et Thierry Klinger, avant de devenir le 9 juin 2005 conseiller technique auprès du ministre de l'Intérieur, Nicolas Sarkozy.

### Carrière politique
En mai 2007, il intègre l'équipe de campagne de Nicolas Sarkozy, puis, lorsqu'il est élu, est nommé chef de cabinet de la présidence de la République. 
Il est l'un des corédacteurs du Discours de Grenoble.

### Carrière dans le privé
Cédric Goubet quitte cette fonction en 2010 pour rejoindre le groupe CFM International. En 2018 il est président de Safran Nacelles, en 2020 il est nommé président de Safran Landing Systemspuis en 2023 il est nommé président de Safran Helicopter Engines. 

## Dans la littérature politique
Dans son essai Au cœur du volcan : Carnets de l'Elysée, 2007-2012, Maxime Tandonnet décrit ainsi Cédric Goubet, présenté sous le pseudonyme de René Deauville :
« René Deauville, le secrétaire particulier du président, tout jeune préfet d'une quarantaine d'années, énarque, passe dans mon bureau. Il a la lourde charge de tenir l'agenda du chef de l’État. Taille moyenne, maigre comme un clou, un visage émacié, déjà creusé par la fatigue, ses lunettes rectangulaires aux montures épaisses lui donnent un air sévère. « Tu as le boulot le plus stressant de France », lui dis-je. « Moins qu'un chirurgien qui opère à cœur ouvert » me répond-il avec intelligence et modestie. »